# Willebroek
Willebroek è un comune belga di 25 327 abitanti nelle Fiandre (Provincia di Anversa).

## Suddivisioni
Il comune è costituito dai seguenti distretti:
- Willebroek
- Blaasveld
- Heindonk
- Tisselt